# Carpotroche longifolia
Carpotroche longifolia là một loài thực vật có hoa trong họ Achariaceae. Loài này được (Poepp.) Benth. mô tả khoa học đầu tiên năm 1861.